# Cycas vespertilio
Cycas vespertilio é uma espécie de cicadófita do género Cycas da família Cycadaceae, nativa de Cebu, Leyte, Luzon, Negros, Panay e Samar, nas Filipinas. Esta espécie foi descrita em 2008.